# 克爾布拉克區
克爾布拉克區是哈薩克斯坦的行政區，位於該國東南部，由杰特苏州負責管轄，首府設於萨雷奥泽克44°21′50″N 77°58′23″E / 44.364°N 77.973°E，始建於1973年，面積11,500平方公里，2013年人口49,633。